# Pilar Medina
Pilar Medina Canadell (nascida em 1956), é uma rainha de beleza da Espanha que foi eleita Miss Internacional 1977.
Ela foi a primeira de seu país a vencer este concurso, aos 21 anos de idade.

## Biografia
Pilar era secretária antes de vencer o Miss Internacional.

## Participação em concursos de beleza
No Miss Espanha 1976, ela concorreu representando a Região Centro, ficando em 2º lugar, o que lhe deu direito de ir ao Miss Internacional.[carece de fontes?]
Representando a Espanha, Pilar venceu outras 47 concorrentes no dia 1º de julho de 1977 em Tóquio, Japão, se tornando a Miss Internacional 1977. Após ser coroada, segundo o El País de 27 de julho de 1977 (ver nas referências), ela disse que sua aspiração num futuro imediato era ser atriz.